# Пілиця (гміна)
Гміна Піли́ця (пол. Gmina Pilica) — місько-сільська гміна у південній Польщі. Належить до Заверцянського повіту Сілезького воєводства.
Станом на 31 грудня 2011 у гміні проживало 8955 осіб.

## Територія
Згідно з даними за 2007 рік площа гміни становила 138.89 км², у тому числі:
- орні землі: 74.00 %
- ліси: 21.00 %

Таким чином, площа гміни становить 13.84 % площі повіту.

## Населення
Станом на 31 грудня 2011:
| Опис     | Загалом | Загалом | Чоловіки | Чоловіки | Жінки | Жінки |
| -------- | ------- | ------- | -------- | -------- | ----- | ----- |
| одиниця  | осіб    | %       | осіб     | %        | осіб  | %     |
| все      | 8955    | 100     | 4487     | 50.11    | 4468  | 49.89 |
| міське   | 1946    | 100     | 959      | 49.28    | 987   | 50.72 |
| сільське | 7009    | 100     | 3528     | 50.34    | 3481  | 49.66 |

## Сусідні гміни
Гміна Пілиця межує з такими гмінами: Вольбром, Жарновець, Ключе, Крочице, Оґродзенець, Щекоцини.